# Puruborás
Os puruborás são um povo ameríndio que habita no estado brasileiro de Rondônia. Formam uma sociedade de aproximadamente 200 indivíduos.

## Localização
O povo puruborá habita na Aldeia Aperoy, terra indígena puruborá, não demarcada, na BR-429 de Presidente Médice a Costa Marques, próximo ao Rio Manuel Corrêia, no município de Seringueiras, Rondônia, Brasil.

## Personalidades históricas
Dona Emília Nunes de Oliveira Puruborá, matriarca do povo puruborá, que através da sua força manteve a cultura e permaneceu no seu território tradicional, embora tendo que comprá-lo.

## Língua
O termo Puruborá é uma autodesignação, que o grupo traduz como “aquele que se transforma em onça para curar” (fazendo referência aos antigos xamãs). De acordo com alguns dos mais idosos, o nome “Puruborá” deriva de puru, “onça” na língua Puruborá, e quer dizer “povo das onças” ou “povo que vira [se transforma em] onça”; a análise linguística da língua Puruborá apresenta o etnônimo como uma composição de puru “onça” + borá“coletivo”. Grafias alternativas (não mais em uso) incluem Borobura (Snethlage), Puru-Borá, Puru-Bora, Borá e Buruborá.
A contabilização da população Puruborá atual encontra algumas dificuldades devido à dispersão sofrida pelo grupo, a partir dos anos de 1940, por diversas localidades no estado de Rondônia e mesmo para fora dele. Dados preliminares recolhidos em campo apontam que os Puruborá residentes na sua única aldeia atual (Aperoi) somam 40 indivíduos (2014), divididos por 10 residências dispersas pela área entre os rios Caio Espíndola, Manuel Correia e Cabixi e a rodovia federal BR-429.